# كلاوديو فارغاس (لاعب كرة قدم)
كلاوديو فارغاس (بالإسبانية: Claudio Vargas)‏ هو لاعب كرة قدم أرجنتيني في مركز الدفاع، ولد في 8 أغسطس 1996 في الأرجنتين. لعب مع Sacachispas Fútbol Club ‏.

## وصلات خارجية
- كلاوديو فارغاس (لاعب كرة قدم) على موقع قاعدة بيانات كرة القدم.إي يو (الإنجليزية)
- كلاوديو فارغاس (لاعب كرة قدم) على موقع Soccerway.com (الإنجليزية)